# Jiří Bláha (podnikatel)
Jiří Bláha (* 26. srpna 1961 Liberec) je český podnikatel, konkrétně pekař a cukrář, v letech 2017 až 2021 poslanec Poslanecké sněmovny PČR, nestraník za hnutí ANO 2011.

## Život
Vyučil se autoklempířem, věnoval se na profesionální úrovni hudbě. Po roce 1989 nastoupil do montážních závodů jako opravář televizí a po čase začal doma v paneláku péct kremrole. Poté, co si s manželkou udělali dílnu v domě v Hodkovicích nad Mohelkou, přestěhoval výrobu do Liberce, rozšířil sortiment a v roce 2001 otevřel své první dvě prodejny, v libereckém obchodním centru Hypernova a na Švermově ulici.
Od roku 2002 je Bláha jednatelem a společníkem ve firmě "Pekařství a cukrářství Jiří Bláha", která postupně otevřela sedm prodejen v Liberci a po jedné v Novém Boru a Mladé Boleslavi. Zaměstnává stovky lidí a denně obslouží na dvanáct tisíc zákazníků. V prosinci 2014 koupil liberecké obchodní centrum Delta, které přejmenoval na OC LBC, a kde kromě své prodejny pečiva otevřel také samoobslužnou jídelnu s terasou..
Jiří Bláha je ženatý. Žije ve městě Liberec, konkrétně v části Františkov. V minulosti založil basketbalový klub Kondoři Liberec. V roce 2010 se stal Živnostníkem roku.

## Politické působení
Ve volbách do Poslanecké sněmovny PČR v roce 2017 byl jako nestraník lídrem hnutí ANO 2011 v Libereckém kraji. Získal 4 950 preferenčních hlasů a stal se tak poslancem. Byl členem sněmovního hospodářského a kontrolního výboru.
Jiří Bláha na sebe upozornil také některými kontroverzními výroky. V červenci 2019 se ve Sněmovně vyjadřoval k délce rodičovské dovolené. Podle něj ženy na rodičovské dovolené mimo jiné ztrácejí pracovní návyky („ztrácí pojem o tom, co to je vstávat do práce, organizovat si rodinný život tak, jak by měl být organizován“). Za svá slova sklidil kritiku. Během projednávání zálohovaného výživného ve sněmovně pak 7. července 2020 pronesl, že by se na školách měly učit nové nastupující maminky správně vybírat partnera. Kritiku sklidil také za výrok, kdy přirovnal komunistického poslance Zdeňka Ondráčka (známého mj. tím, že v roce 1989 zasahoval proti protestujícím studentům) k Miladě Horákové (kterou komunisté zavraždili ve vykonstruovaném procesu).
Premiér Andrej Babiš o něm měl prohlásit, že je blb. Jiří Bláha k tomu prohlásil, že od mládí je zvyklý, že si o něm lidé myslí, že je blb.
V komunálních volbách v roce 2018 kandidoval jako nestraník za hnutí ANO 2011 do zastupitelstva města Liberce, a to ze sedmatřicátého místa. Zvolen nebyl. V lednu 2020 pro deník Právo uvedl, že zvažuje svůj konec v Poslanecké sněmovně, neboť se necítí být politikem. Ve volbách do Poslanecké sněmovny PČR v roce 2021 již nekandidoval.